# Rāmacandra
Rāmacandra (India, ... – ...; fl. XVI secolo) è stato uno scrittore indiano.
Nacque intorno al 1484. È noto principalmente per un'opera scritta in sanscrito, il Rasikarañjana o Delizia dei raffinati, composta nel 1524. Essa appartiene al genere delle bitextual works: si tratta di composizioni che, giovandosi sia delle peculiarità grammaticali, sintattiche e composizionali del sanscrito, sia di un uso intenso delle figure retoriche - prime fra tutte omografia, omofonia e polisemia -, consentono una doppia lettura dello stesso testo. Nel caso del Rasikarañjana, le sue 130 strofe (delle quali tre di prologo e due di chiusura) possono contestualmente essere interpretate come un elogio dell'amore erotico e un peana della rinuncia al mondo, intesa esattamente come distacco completo dagli allettamenti terreni ovvero come amore verso Dio, bhakti.